# Maximum Overload
Maximum Overload es el sexto álbum de la banda británica de metal DragonForce, que fue presentado el 18 de agosto de 2014 en Europa, y un día después para Norte América. El vocalista Matt Heafy de Trivium participó en 3 canciones: "Defenders", "The Game" y "No More".
El álbum es producido por Jens Bogren, marcando la primera vez que la banda decide no grabar el mismo en su propio estudio, y elegir a un productor de fuera del grupo. Se presenta en 3 versiones: Standard CD físico o digital, Special Edition CD físico o digital (con 5 bonus track y un DVD), y Vinyl.
Este fue el último disco junto al baterista Dave Mackintosh, quien anunció su retiro de la banda el 3 de junio de 2014.

## Grabación, marketing y canciones
El álbum fue casi completamente escrito por Sam Totman y Frédéric Lecrelcq, quienes le dieron un tono más agresivo a la banda, enfocándose en riffs de estilo thrash metal.
El guitarrista Herman Li explicó que el concepto del disco está basado en "el constante bombardeo de información que vivimos diariamente":

Estamos en un aeropuerto y somos guiados por pantallas de TV, pantallas con información de vuelos y propagandas. Luego miramos alrededor nuestro y nadie pronuncia una palabra, todos miran las pantallas de sus tablets, laptops y teléfonos celulares. No hay escape a esto, ¡es una completa sobrecarga de información!

La banda anunció que presentaría la versión de la canción "Ring of Fire" de Johnny Cash, junto a un nuevo cover de la banda Shadow Warriors (proyecto paralelo de Sam Totman), de la que ya había versionado las canciones "Strike of the Ninja" (Ultra Beatdown) y "Power of the Ninja Sword" (The Power Within).
Uno de los bonus tracks que incluirá será la canción instrumental "Galactic Astro Domination", que fue grabada en el 2013 para el comercial de la empresa Capital One, en la que se puede ver a Sam Totman y a Herman Li interpretando la canción completa volando por el espacio arriba de un asteroide, mientras realizan trámites bancarios desde la aplicación para móviles.
El 18 de junio de 2014 earMUSIC presenta el video oficial de la canción "The Game".

## Lista de canciones
| N.º | Título                                | Duración |  |
| 1.  | «The Game (con Matt Heafy)»           | 4:56     |  |
| 2.  | «Tomorrow's Kings»                    | 4:06     |  |
| 3.  | «No More (con Matt Heafy)»            | 3:45     |  |
| 4.  | «Three Hammers»                       | 5:47     |  |
| 5.  | «Symphony of the Night»               | 5:19     |  |
| 6.  | «The Sun is Dead»                     | 6:24     |  |
| 7.  | «Defenders (con Matt Heafy)»          | 5:47     |  |
| 8.  | «Extraction Zone»                     | 5:06     |  |
| 9.  | «City of Gold»                        | 4:40     |  |
| 10. | «Ring of Fire» (cover de Johnny Cash) | 3:15     |  |

Bonus Tracks de la "Special Edition"

| Bonus tracks para "Special Edition" |                                                       |          |  |
| N.º                                 | Título                                                | Duración |  |
| 11.                                 | «Power and Glory»                                     | 5:06     |  |
| 12.                                 | «You're Not Alone»                                    | 4:38     |  |
| 13.                                 | «Chemical Interference»                               | 5:12     |  |
| 14.                                 | «Fight to Be Free» (Cover de Shadow Warriors)         | 4:45     |  |
| 15.                                 | «Summer's End» (Solo en la Edición Especial de Japón) |          |  |
| 16.                                 | «Galactic Astro Domination» (Instrumental)            | 1:32     |  |

En el DVD de "Special Edition"

| En el DVD de la "Special Edition" |                                                                     |          |  |
| N.º                               | Título                                                              | Duración |  |
| 17.                               | «A New Found Force» (Documental que muestra cómo se grabó el disco) | 25:18    |  |
| 18.                               | «Cry Thunder» (En vivo en Loud Park 2012)                           | 5:18     |  |

## Formación
- Marc Hudson (cantante) - Voces
- Herman Li - Guitarras, coros
- Sam Totman - Guitarras, coros
- Vadim Pruzhanov - Teclados, piano, coros
- Dave Mackintosh - Batería, percusión, coros
- Frédéric Leclercq - Bajo eléctrico, coros

## Músicos adicionales
- Matt Heafy - Vocalista invitado en "Defenders", "The Game" y "No More"